# Mihai Raicu (scrimer)
Mihai Raicu a fost un scrimer român. El a concurat în competiția individuală de sabie la Jocurile Olimpice de vară din 1928.